# Убрятова Єлизавета Іванівна
Єлизавета Іванівна Убрятова (27 жовтня 1907, Омськ — 4 березня 1990, Новосибірськ) — радянський лінгвіст-тюрколог, фахівець в області граматики та діалектології якутського мови і тюркських мов (синтаксис, фонетика, графіка, морфологія, історія вивчення якутської мови), доктор філологічних наук (1953), професор; заслужений діяч науки Якутської АРСР (1956) і Тувинської АРСР (1977).

## Біографія
Після закінчення філологічного факультету Іркутського державного університету (1929) працювала в школах Іркутської області та Красноярського краю. У 1932 році приступила до вивчення долганського діалекту якутської мови. В 1934-1937 роках продовжила навчання в аспірантурі.

## Наукова діяльність
За дослідження «Мови норильських долганів» їй присуджено вчений ступінь кандидата філологічних наук. Вчений ступінь доктора наук отримала за «Дослідження по синтаксису якутського мови. ч. 1. Просте речення» (1950). Працювала старшим науковим співробітником, завідувачем сектором тюркських мов Інституту мовознавства АН СРСР (1938-1963); в останні роки працювала на посаді старшого наукового співробітника, а потім — завідуючою відділом тюркології Інституту історії, філософії та філології Сибірського відділення АН СРСР.
Убрятова надавала велику допомогу у підготовці дослідників тюркських мов Сибіру, в тому числі хакаської, а також мов народів Півночі.

## Нагороди
- орден Трудового Червоного Прапора
- 2 ордена «Знак Пошани» (в т. ч. 27.03.1954)
- медалі